# Lindernia
Lindernior (Lindernia) är ett släkte av tvåhjärtbladiga växter. Det ingår i familjen Linderniaceae.

## Dottertaxa tillLindernia, i alfabetisk ordning[2]
- Lindernia alsinoides
- Lindernia alterniflora
- Lindernia benthamii
- Lindernia brachyphylla
- Lindernia bryoides
- Lindernia calemeriana
- Lindernia capensis
- Lindernia conferta
- Lindernia congesta
- Lindernia dubia
- Lindernia grandiflora
- Lindernia hyssopioides
- Lindernia jiuhuanica
- Lindernia kinmenensis
- Lindernia lemuriana
- Lindernia linearifolia
- Lindernia madagascariensis
- Lindernia madayiparensis
- Lindernia manilaliana
- Lindernia microcalyx
- Lindernia minima
- Lindernia monroi
- Lindernia monticola
- Lindernia multicaulis
- Lindernia natans
- Lindernia paludosa
- Lindernia parviflora
- Slamört (Lindernia procumbens)
- Lindernia rotundata
- Lindernia rotundifolia
- Lindernia srilankana
- Lindernia tridentata
- Lindernia vandellioides
- Lindernia viguieri